# Церковь Святого Иосафата (Люблин)
Ректоральная церковь Святого Иосафата (пол. Kościół św. Jozafata) — рекорторальная греко-католическая церковь в архиепархии Люблина в Польше. Храм расположен на Зелёной улице в Люблине. С 28 февраля 1967 года является памятником архитектуры под номером A/238.

## История
В 1786 году король Станислав Август дал привелей греческим купцам на строительство православной церкви в Люблине. Строительство храма было завершено в 1790 году. Православный приход находился под юрисдикцией Константинопольского патриархата. В 1833 году храм был расширен и передан Российской Православной Греко-Кафолической Церкви. В 1857 году по проекту архитектора Фердинанда Коноткевича на западной стороне фасада была построена колокольня. В 1922 году церковь была преобразована в католический приход во имя святого Иосафата Кунцевича. Здание храма пострадало во время Второй мировой войны. В 1971 и 1989—1990 годах церковь была восстановлена. Ныне храм имеет статус ректорального и является греко-католическим приходом.

## Описание
Здание церкви и колокольня стилизованы под русскую православную церковную архитектуру XIX века. Простой прямоугольный фасад с выступающими по сторонам колоннами увенчан треугольным фронтоном. По центру фасада находится портал, состоящий из двух колон с капителями и увенчанный полукруглым тимпаном. В центре фронтона находится трифора. К фасаду с востока примыкает дом для духовенства, с запада — колокольня с аркадными панелями и бифорами.